# 윈도우 미디어 오디오
윈도우 미디어 오디오(Windows Media Audio, WMA)는 마이크로소프트 윈도 미디어의 핵심이 되어 개발된 음성 코덱의 하나이다. 파일의 확장자는 .wma이고 여기에 영상이 들어간 것이 .wmv(윈도우 미디어 비디오)이다. 현재 최신 코덱 버전은 11이다. 오리지널 WMA 코덱은 저명한 MP3와 리얼오디오 코덱의 경쟁작로 인식되었다.

## 코덱 프로필
- 윈도우 미디어 오디오
- 윈도우 미디어 오디오 프로페셔널
- 윈도우 미디어 오디오 비손실(lossless)
- 윈도우 미디어 오디오 음성(Voice)

## 같이 보기
- 코덱
- 윈도우 미디어
- 윈도우 미디어 비디오
- WMV HD
- MPlayer
- FFmpeg